# Ніна Райтмаєр
Ніна Райтмаєр (нім. Nina Reithmayer; 8 червня 1984, м. Інсбрук, Австрія) — австрійська саночниця, яка виступає в санному спорті на професіональному рівні з 2002 року. Є лідером національної команди, як учасник зимових Олімпійських ігор здобула «срібло» в 2010 році в одиночних змаганнях (в 2006 в Турині була 8-ю). Також починає здобувати успіхи на світових форумах саночників, так в 2007 році на Чемпіонаті світу в Іґлс посіла третє місце, а уже в 2008 році в Обергофі завоювала ще «срібні» медалі, як і в Лейк Плесіді в 2009 році (це були її найбільші міжнародні успіхи, правда, в змішаних командах). 